# Боркая
Боркая́ (укр. Боркая, крымскотат. Bor Qaya, Бор Къая) — исчезнувшее село в Белогорском районе Республики Крым, на территории Цветочненского сельсовета. Располагалось в северо-западной части района, в предгорье Внешней гряды Крымских гор, в средней части долины реки Бурульча, примерно, на севере современного села Цветочное.

## История
Первое документальное упоминание села встречается, видимо, в Камеральном Описании Крыма… 1784 года, судя по которому, в последний период Крымского ханства Боркая входила в Борулчанский кадылык Карасубазарского каймаканства. После присоединения Крыма к России (8) 19 апреля 1783 года, (8) 19 февраля 1784 года, именным указом Екатерины II сенату, на территории бывшего Крымского Ханства была образована Таврическая область и деревня была приписана к Симферопольскому уезду. После Павловских реформ, с 1796 по 1802 год, входила в Акмечетский уезд Новороссийской губернии. По новому административному делению, после создания 8 (20) октября 1802 года Таврической губернии, Боркая была включена в состав Табулдинской волости Симферопольского уезда.
По Ведомости о всех селениях в Симферопольском уезде состоящих с показанием в которой волости сколько числом дворов и душ… от 9 октября 1805 года в деревне Боркая числилось 23 двора и 123 жителя, исключительно крымских татар. На военно-топографической карте генерал-майора Мухина 1817 года обозначена деревня Боркая с 14 дворами. После реформы волостного деления 1829 года Буругуя, согласно «Ведомости о казённых волостях Таврической губернии 1829 года», отнесли к Айтуганской волости (переименованной из Табулдынской). Затем, видимо, вследствие эмиграции татар в Турцию деревня пустела и на карте 1836 года обозначены развалины Бор-Кая, как и на карте 1842 года. Далее в доступных источниках не встречается.